# Anoplostoma tenuicaudum
Anoplostoma tenuicaudum is een rondwormensoort uit de familie van de Anoplostomatidae. De wetenschappelijke naam van de soort is voor het eerst geldig gepubliceerd in 1959 door Allgén.